# Мато Гросо
Мато Гросо (порт. Mato Grosso) је једна од 26 бразилских држава, лоцирана на западу државе, уз границу са Боливијом.

## Економија
Пољопривреда има највећи удео у БДП са 40,8%. Следи услужни сектор са 40,2%, а индустријски сектор има удео од 19% БДП (2004). Мато Гросо извози: соју 83%, дрво 5,6%, месо 4,8%, и памук 3,3% (2002).
Удео државе у економији Бразила износи 1,8% (2014).

## Застава
Застава државе садржи сличне боје као застава Бразила. Плава боја симболизује небо, зелена вегетацију а сребрна (бела) представља мир. Златна звезда симболизује злато које је привукло прве насељенике. Застава је усвојена декретом бр. 2, 31. јануара 1890, само пар дана након усвајања националне заставе. Међутим, застава Мато Гроса је укинута законом бр. 1.046, 8. октобра 1929, али је поново успостављена чланом 140 Устава државе Мато Гросо, 11. јула 1947. године.
Главни град је Кујаба.